# Prnjavor, Bihać
Prnjavor je naselje v občini Bihać, Bosna in Hercegovina. 

## Deli naselja
Prnjavor.

## Prebivalstvo
| Pregled števila prebivalcev po letih | Pregled števila prebivalcev po letih | Pregled števila prebivalcev po letih | Pregled števila prebivalcev po letih | Pregled števila prebivalcev po letih | Pregled števila prebivalcev po letih |
| ------------------------------------ | ------------------------------------ | ------------------------------------ | ------------------------------------ | ------------------------------------ | ------------------------------------ |
| 1948                                 | 1953                                 | 1961                                 | 1971                                 | 1981                                 | 1991                                 |
| -                                    | -                                    | -                                    | 346                                  | 428                                  | 348                                  |

| Narodna sestava prebivalstva po letih                                                                                      | Narodna sestava prebivalstva po letih                                                                                       | Narodna sestava prebivalstva po letih                                                                                      |
| --- | --- | --- |
| 1971 | 1981 | 1991 |
| . skupaj: 346 Muslimani 344 (99,42 %) Srbi 1 (0,28 %) Hrvati 0 (0,00 %) Jugoslovani 0 (0,00 %) drugi in neznano 1 (0,28 %) | . skupaj: 428 Muslimani 415 (96,96 %) Hrvati 0 (0,00 %) Srbi 0 (0,00 %) Jugoslovani 13 (3,03 %) drugi in neznano 0 (0,00 %) | . skupaj: 348 Muslimani 344 (98,85 %) Hrvati 1 (0,28 %) Srbi 0 (0,00 %) Jugoslovani 0 (0,00 %) drugi in neznano 3 (0,86 %) |